# Zdobyczne okręty podwodne Kriegsmarine
Zdobyczne okręty podwodne Kriegsmarine – okręty podwodne przejęte przez niemiecką marynarkę wojenną Kriegsmarine, które wcześniej należały do flot innych państw, wykorzystywane przez Niemców w czasie II wojny światowej (1939–1945).

## Lista zdobycznych okrętów podwodnych Kriegsmarine
| Typ    | Nazwa oryginalna      | Kraj pochodzenia |
| ------ | --------------------- | ---------------- |
| U-A    | Batiray               | Turcja           |
| U-B    | HMS Seal              | Wielka Brytania  |
| UC-1   | KNM B-5               | Norwegia         |
| UC-2   | KNM B-6               | Norwegia         |
| U-D1   | Hr.Ms. O 8            | Holandia         |
| U-D2   | Hr.Ms. O 12           | Holandia         |
| UD-3   | Hr.Ms. O 25           | Holandia         |
| UD-4   | Hr.Ms. O 26           | Holandia         |
| UD-5   | Hr.Ms. O 27           | Holandia         |
| UF-1   | L’Africaine           | Francja          |
| UF-2   | La Favorite           | Francja          |
| UF-3   | L’Astrée              | Francja          |
| UIT-22 | Alpino Bagnolini      | Włochy           |
| UIT-23 | Reginaldo Giuliani    | Włochy           |
| UIT-24 | Comandante Cappellini | Włochy           |
| UIT-25 | Luigi Torelli         | Włochy           |